# キャスター (漫画)
『赤塚不二夫のキャスター』は赤塚不二夫とフジオ・プロ（シナリオ・喰始）による日本のギャグ漫画。

## 概要
『ポップコーン』（光文社）にて創刊号（1980年4月号）から休刊号（1981年2月号）まで連載される。赤塚の最短連載漫画とされる。
『キャスターです! ポップコーンの読者の皆さん! キャスターです! キャスターをよろしく』という台詞で始まり、梨元勝をモデルとした「キャスター」と「ディレクター」、女性の「アシスタント」を中心として、感情を交えずに衝撃的な事件を突撃リポートする様子を描いた、ワイドショーのカリカチュア的作品である。赤塚は、創刊号において梨元について言及し、『週刊誌のトップ屋の取材現場をそのままブラウン管から伝えてしまう―この手法こそ、テレビがすっかり忘れていた"ナマ"の魅力なのである』と述べている。下記の描写の他に、宗教をおちょくった描写（第4号）などの過激な描写が特徴だった。
創刊第2号（1980年6月号）の『キャスター レポートその2』では過激な人肉食描写が問題視され、雑誌が自主回収された。第3号は、本作を含む新作が掲載されると共に、第2号の本作を除く日本語漫画作品が再録された。
赤塚自身、騒動覚悟の上での発表らしく「オレが全面的に責任を持つから」との申し入れも原稿入稿時にあったという。赤塚はインタビューに対して「今や言葉や表現にタブーがあるから漫画がつまらないのだ」という趣旨の発言をしている。結局、『ポップコーン』の休刊と共に全6話で打ち切られ、後続となる『月刊ジャストコミック』には引き継がれなかった。2018年6月現在も、全エピソードが単行本未収録となっている。
なお、後続誌となる『月刊ジャストコミック』では、赤塚は『ピヨ13世』なる新作漫画を連載している。